# Holly Dunford

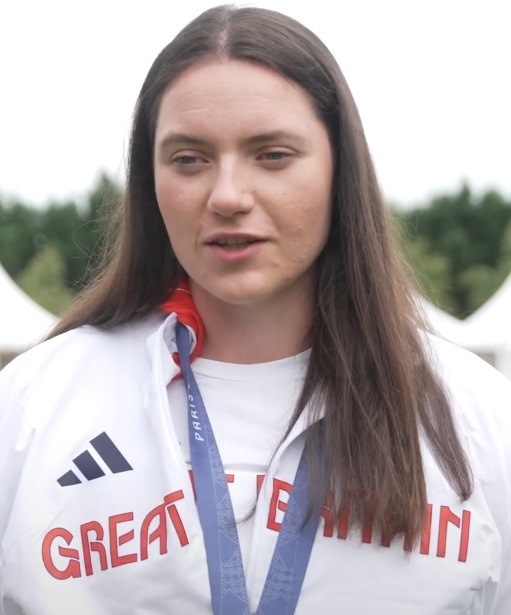
Holly Dunford bei den Olympischen Spielen 2024

Holly Dunford (* 14. Oktober 1999) ist eine britische Ruderin. 2024 gewann sie die olympische Bronzemedaille im Achter.

## Sportliche Karriere
Dunford begann 2012 mit dem Rudersport. Sie studierte Politik und Geografie an der University of Washington, für deren Ruderteam sie auch antrat.
Bei den Junioren-Weltmeisterschaften 2017 siegte sie zusammen mit Zoe Adamson im Doppelzweier. Im Jahr darauf belegte sie mit dem Achter den vierten Platz bei den U23-Weltmeisterschaften in Posen. Bei den U23-Weltmeisterschaften 2019 in Sarasota gewann sie mit dem Achter die Silbermedaille. Zwei Jahre später siegte sie mit dem Vierer ohne Steuerfrau bei den U23-Weltmeisterschaften 2021.
2024 bei den Europameisterschaften in Szeged belegte der britische Achter mit Heidi Long, Rowan McKellar, Holly Dunford, Eve Stewart, Lauren Irwin, Emily Ford, Harriet Taylor, Annie Campbell-Orde und Steuermann Henry Fieldman den zweiten Platz mit drei Sekunden Rückstand auf die Rumäninnen. Bei den Olympischen Spielen in Paris siegten ebenfalls die Rumäninnen, hinter den Kanadierinnen gewann der britische Achter in der gleichen Besetzung wie bei den Europameisterschaften die Bronzemedaille.